# Mousen
Mousen eller Mouson eller Mowson var en civil parish 1866–1955 när det uppgick i Belford, i grevskapet Northumberland i England. Civil parish var belägen 20 km från Alnwick och hade 40 invånare år 1951.